# Jacob M. Dickinson
Jacob M. Dickinson (30. ledna 1851, Columbus – 13. prosince 1928, Nashville) byl americký právník, politik a obchodník, člen Demokratické strany. V letech 1904–1906 působil jako ministr války ve vládě prezidenta Williama H. Tafta. V Taftově vládě, ačkoliv demokrat, zastupoval americký jih.